# Northlands School
El Northlands School es un colegio mixto y bilingüe con sede en Olivos, Provincia de Buenos Aires (Argentina). Posee dos sedes: Olivos y Nordelta.

## Reseña histórica
El colegio fue fundado en 1920 por dos mujeres inglesas: Winifred May Brightman y Muriel Ivy Slater. El 1.º de abril de ese año, un total de 16 estudiantes (hombres y mujeres) ingresaron al instituto.
Brightman ejerció como directora del Northlands durante 40 años hasta 1961, cuando decidió jubilarse. Fue galardonada con la Orden del Imperio Británico por su servicio a la educación. Desde entonces, es dirigido por una asociación sin fines de lucro: la Northlands Asociación Civil de Beneficencia, de cuyos miembros fiduciarios fue elegida la primera Comisión Directiva. Está compuesta por 75 voluntarios (Trustees), entre quienes se eligen a los miembros de la Comisión Directiva (Board of Governors), los que permanecen en ejercicio por dos años, cuando pueden ser reelegidos o renunciar a su cargo.
La escuela creció, en gran medida con el apoyo de las directoras que siguieron los fundadores. Los edificios principales en la escuela han sido nombrados después de ellos: Brightman, Slater, Wallace y Parczewski, en la memoria de la labor que llevan a cabo en el Northlands.
El lema del colegio es «Amistad y Servicio».

## Casas escolares
- Nightingale: Florence Nightingale
- Fry: Elizabeth Fry
- Cavell: Edith Cavell
- Keller: Helen Keller